# 하르기타주

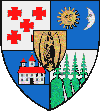
주 문장

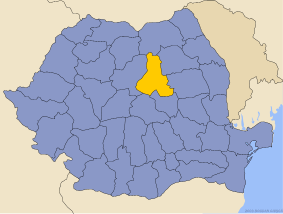
하르기타 주의 위치

하르기타주(루마니아어: Judeţul Harghita, 헝가리어: Hargita megye)는 루마니아 중부와 트란실바니아 동부 지방에 위치한 주로, 주도는 미에르쿠레아치우크이며 면적은 6,639km2, 인구는 328,547명(2004년 기준), 인구 밀도는 52명/km2, ISO 3166-2 코드는 RO-HR이다. 동쪽으로는 네암츠 주와 바커우 주, 서쪽으로는 무레슈 주, 북쪽으로는 수체아바 주, 남쪽으로는 브라쇼브 주, 코바스나 주와 접하며 4개 시와 5개 마을, 58개 지방 자치체를 관할한다.

## 인구
루마니아에서 헝가리인 인구가 가장 많은 주이다. 주 전체 인구 가운데 85%(276,038명)는 헝가리인이며 14%(45,870명)는 루마니아인, 1%(3,835명)는 로마인과 그 외의 민족이다.
헝가리계는 로마 가톨릭 교회 신자가 많은 편이지만 개혁 교회와 유니테리언 신자 소수도 존재한다. 루마니아계는 루마니아 정교회 신자가 많은 편이다. 다음은 각 신앙별 인구 비율이다.
- 로마 가톨릭 교회 (65%)
- 루마니아 정교회 (13%)
- 개혁 교회 (13%)
- 유니테리언 (7%)
- 그 외의 종교 (2%)